# Nippon Sheet Glass
Nippon Sheet Glass Co., Ltd. — японский производитель стекла. Входит в тройку крупнейших производителей стекла в мире (наряду с Asahi Glass и Saint-Gobain). Входит в кэйрэцу Sumitomo.

## История
Компания была создана в ноябре 1918 года как America Japan Sheet Glass Co., Ltd. Головной офис компании располагался в Осаке. В 1919 года вводится в эксплуатацию завод в Китакюсю. В 1931 году компания была переименована в Nippon Sheet Glass Co., Ltd. В августе 1935 года вводится в строй завод в Ёккаити. В 1970 году компания поглощает Nippon Safety Glass Co., Ltd. В апреле 1999 года компания сливается с Nippon Glass Fiber Co., Ltd. и Micro Optics Co., Ltd.
В 2001 году компания приобретает 20% долю в британском производителе стекла Pilkington. В том же году объектом поглощения объединённой компании становится компания Nippon Muki Co., Ltd. В июле 2004 года головной офис компании переезжает в Токио, специальный район Минато. В 2006 году Nippon Sheet Glass приобретает оставшиеся 80% Pilkington. После этого компания становится одной из крупнейших стекольных компаний в мире.

## Компания сегодня
На сегодняшний день Nippon Sheet Glass является одной из крупнейших стекольных компаний в мире.
Большую часть выручки компании формируют автомобильное стекло (46%) и строительное стекло (43%). Оставшиеся 11% приходятся на специальное стекло (стекло для ЖК-дисплеев, линзы для копиров и принтеров и прочее).
Крупнейшими рынками сбыта являются Европа (41%), Япония (29%) и Северная Америка (14%). На другие регионы и страны приходится 16% продаж.
Сегодня компания располагает 8 действующими предприятиями в Японии:
- Tsukuba Plant
- Chiba Plant
- Sagamihara Plant
- Yokkaichi Plant
- Tsu Plant
- Tarui Plant
- Kyoto Plant
- Maizuru Plant

Производства компании сосредоточены в 29 странах мира, продукции реализовывается в более, чем 130 странах.

## Собственники и руководство
Компанию возглавляет Кацудзи Фудзимото
Основными акционерами компании являются:
- Japan Trustee Services Bank, Ltd. — 14,79%
- The Master Trust Bank of Japan, Ltd. — 6,17%
- Trust & Custody Services Bank, Ltd. — 1,75%
- The Chase Manhattan Bank, N. A. — 1,72%
- The Nomura Trust and Banking Co., Ltd. — 1,60%
- State Street Bank and Trust Company — 1,51%
- JPMBLSA Offshore Lending — 1,26%
- Barclays Bank Plc — 1,12%